# Ảnh hưởng của việc thiếu ngủ đối với sinh viên đại học

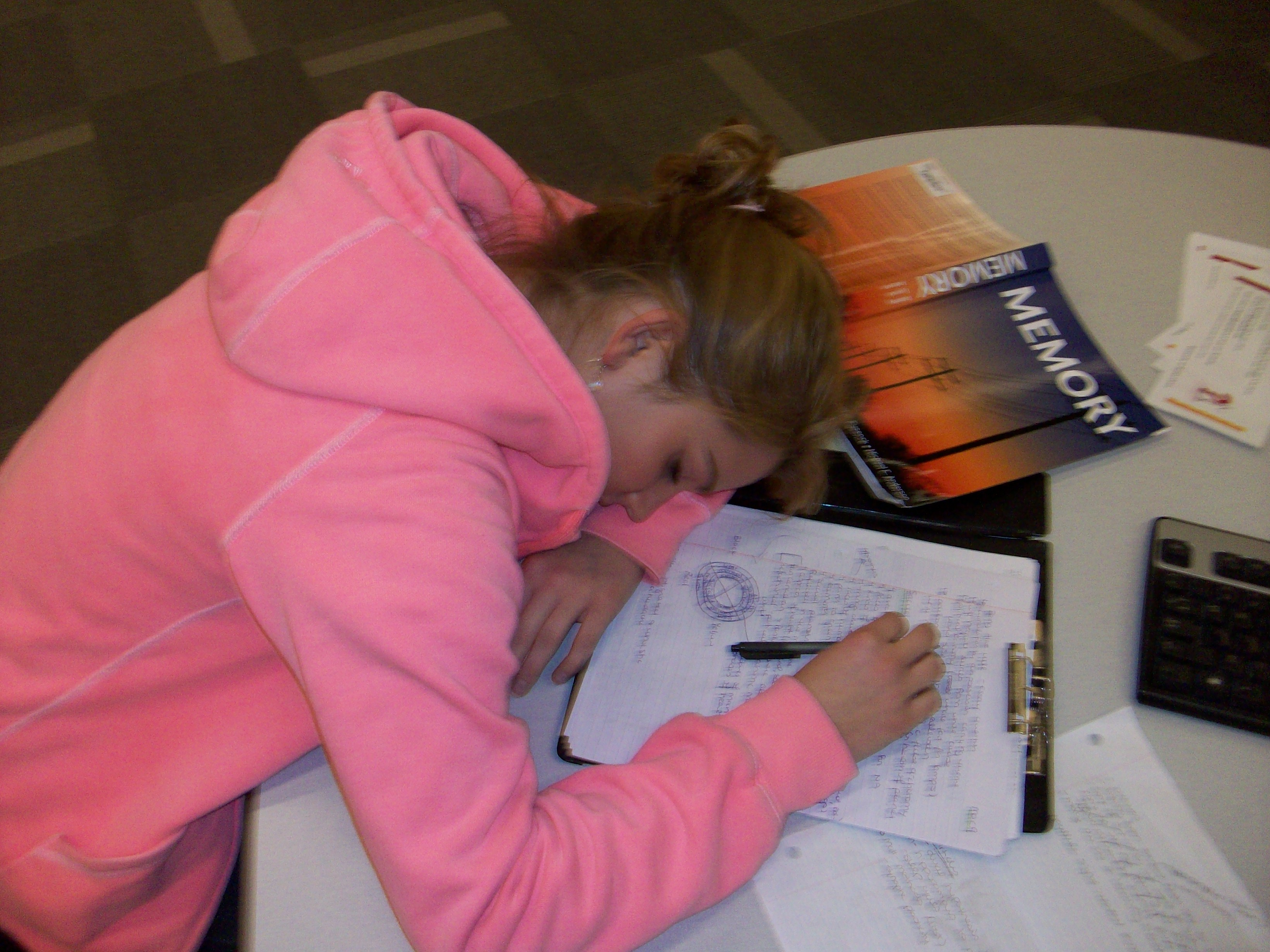
Ví dụ điển hình của một sinh viên đại học thiếu ngủ, không thể tập trung vào việc học, dẫn đến học kém và giảm hiệu quả học tập.

Ngủ và ngủ đủ giấc là điều cần thiết cho một cơ thể khỏe mạnh và là một chức năng cơ bản hàng ngày. Thiếu ngủ, định nghĩa đơn giản là tình trạng ngủ không đủ giấc. Sinh viên đại học và sau đại học mang nhiều gánh nặng trách nhiệm từ học tập, công việc, đến đời sống xã hội đã làm cản trở lịch trình giấc ngủ bình thường. Ít nhất 50% sinh viên đại học có biểu hiện buồn ngủ vào ban ngày, bởi vì lý do thiếu ngủ, so với 36% thanh thiếu niên và người lớn. Trung bình mỗi sinh viên đại học có khoảng 6 đến 6,9 giờ thời gian ngủ mỗi đêm. Theo Khoa Chẩn đoán của Đại học Stanford. Hiện 68% sinh viên đại học không có được một giấc ngủ trọn vẹn mà họ cần. Dựa trên Điều trị Rối loạn Giấc ngủ, thời lượng ngủ khuyến nghị cần thiết cho mỗi sinh viên đại học là khoảng 8 giờ đồng hồ.  Đa số các sinh viên đại học đều bị thiếu ngủ, với số liệu 70,6% sinh viên được báo cáo ngủ ít hơn 8 giờ. Có nhiều ảnh hưởng của việc thiếu ngủ đối với sinh viên đại học, bao gồm kết quả học tập thấp hơn, yếu kém trong học tập và suy giảm hoạt động thể chất. Một nguyên nhân chính tại sao sinh viên đại học lại bị thiếu ngủ là do vệ sinh giấc ngủ không đúng cách. Vệ sinh giấc ngủ là thói quen có lợi cho việc đem đến những giấc ngủ ngon thường xuyên. Mặc dù khó khăn, những sinh viên mong muốn có được kết quả cao trên con đường học tập, họ phải thường xuyên đối mặt với những thách thực của việc thiếu ngủ và rối loạn giấc ngủ, nhưng điều này lại có ảnh hưởng tiêu cực đến học tập.